# راكيل أوتشوا
راكيل أوتشوا (بالبرتغالية: Raquel Ochoa‏) هي كاتِبة برتغالية، ولدت في 21 يناير 1980 في لشبونة في البرتغال.

## وصلات خارجية
- الموقع الرسمي